# Sphyraena japonica
Sphyraena japonica es un pez de la familia de los esfirénidos en el orden de los perciformes.

## Morfología
Pueden alcanzar los 35 cm de largo total.